# Новый (Ставропольский край)
Но́вый — посёлок в Георгиевском городском округе Ставропольского края Российской Федерации.

## География
Расстояние до краевого центра: 152 км.
Расстояние до районного центра: 2 км.

## История
Основан 12 сентября 1955 года
До 2017 года образовывал сельское поселение посёлок Новый как его единственный населённый пункт в составе Георгиевского муниципального района, преобразованного путём объединения всех упразднённых поселений в Георгиевский городской округ.

## Население
| 1989  | 2002  | 2010  | 2012  | 2013  | 2014  | 2015  |
| ----- | ----- | ----- | ----- | ----- | ----- | ----- |
| 2022  | ↗2627 | ↗2989 | ↘2983 | ↗2985 | ↗3003 | ↗3028 |
| 2016  | 2017  | 2021  | 2023  |       |       |       |
| ↗3070 | ↘3053 | ↗3320 | ↘3300 |       |       |       |

Национальный состав
По итогам переписи населения 2010 года проживали следующие национальности (национальности менее 1 %, см. в сноске к строке «Другие»):
| Национальность | Численность | Процент |
| -------------- | ----------- | ------- |
| Русские        | 2303        | 77,05   |
| Армяне         | 423         | 14,15   |
| Цыгане         | 109         | 3,65    |
| Украинцы       | 38          | 1,27    |
| Немцы          | 36          | 1,20    |
| Другие         | 36          | 1,20    |
| Итого          | 2989        | 100,00  |

## Образование
- Детский сад № 23 «Колокольчик». Открыт 25 января 1965 года как детский сад «Колокольчик» колхоза «Родина»[3]
- Средняя школа № 11
- Детская музыкальная школа

## Экономика
- СХП «Агроинициатива». Образовано 20 апреля 2000 года[18]

## Люди, связанные с посёлком
- Телепенко Юрий Андреевич (9 марта 1961) — директор средней школы № 11, обладатель грантов «Лучшая школа России» 2008 года и «Лучший учитель Российской Федерации» 2009 года[19]
- Фёдоров Александр Александрович (1941) — кавалер ордена «Знак Почета»[19]